# Maps.me
Maps.me (ex MapsWithMe) è un'applicazione per sistemi Android, iOS e Blackberry che fornisce un servizio di mappe non via internet usando i dati di OpenStreetMap.
Nel 2014 è stata acquisita da Mail.Ru e fa parte del marchio My.com. A settembre 2015 l'app diventa open source. All'inizio la squadra di sviluppo lavorava in Svizzera e Bielorussia con a capo Yury Melnichek, Alexander Borsuk e Viktor Govako.

## Caratteristiche
- Dati geografici offline (in formato compresso)[1]
- Supporto al GPS
- Calcolo del percorso dalla posizione attuale nella mappa
- Ricerca offline (per nome, indirizzo, categoria e coordinate)
- Preferiti
- Modalità auto-inseguimento
- Condivisione di luoghi e preferiti
- Importazione di KML
- Calcolo del percorso offline con auto e a piedi

## Fonte dati e tecnologia
Tutti i dati geografici di MAPS.ME sono presi dal progetto collaborativo OpenStreetMap.
Le tecnologie usate nell'app sono:
- C++
- Objective-C
- Java
- Android NDK
- Qt
- OpenGL ES